# Bankovci (żupania pożedzko-slawońska)
Bankovci – wieś w Chorwacji, w żupanii pożedzko-slawońskiej, w mieście Požega. W 2011 roku liczyła 109 mieszkańców.